# فیزیک جدید (کتاب)
فیزیک جدید کتابی از کنت اس. کرین با ترجمهٔ منیژه رهبر، بهرام معلمی است که در سال ۱۳۸۰ منتشر و در مراسم کتاب سال جمهوری اسلامی ایران به‌عنوان کتاب برگزیده معرفی شد.